# Archivo Nacional del Ecuador
El Archivo Nacional del Ecuador, actualmente denominado como Archivo Histórico Nacional, fue creado el 17 de enero de 1884 por Decreto Presidencial de José María Plácido Caamaño, bajo la denominación de Archivo Nacional, dependiente del Ministerio de lo Interior y de Relaciones Exteriores. El Archivo se organizó en seis secciones: legislativa, ejecutiva, judicial, municipal, topográfica e histórica. En esta primera etapa se conoce que estuvieron a cargo del Archivo dos mujeres: la señorita María Cordero y León y la señora Zoila Ugarte de Landivar, quienes hicieron los primeros intentos por organizar la documentación, contando con listados y sistemas de clasificación.

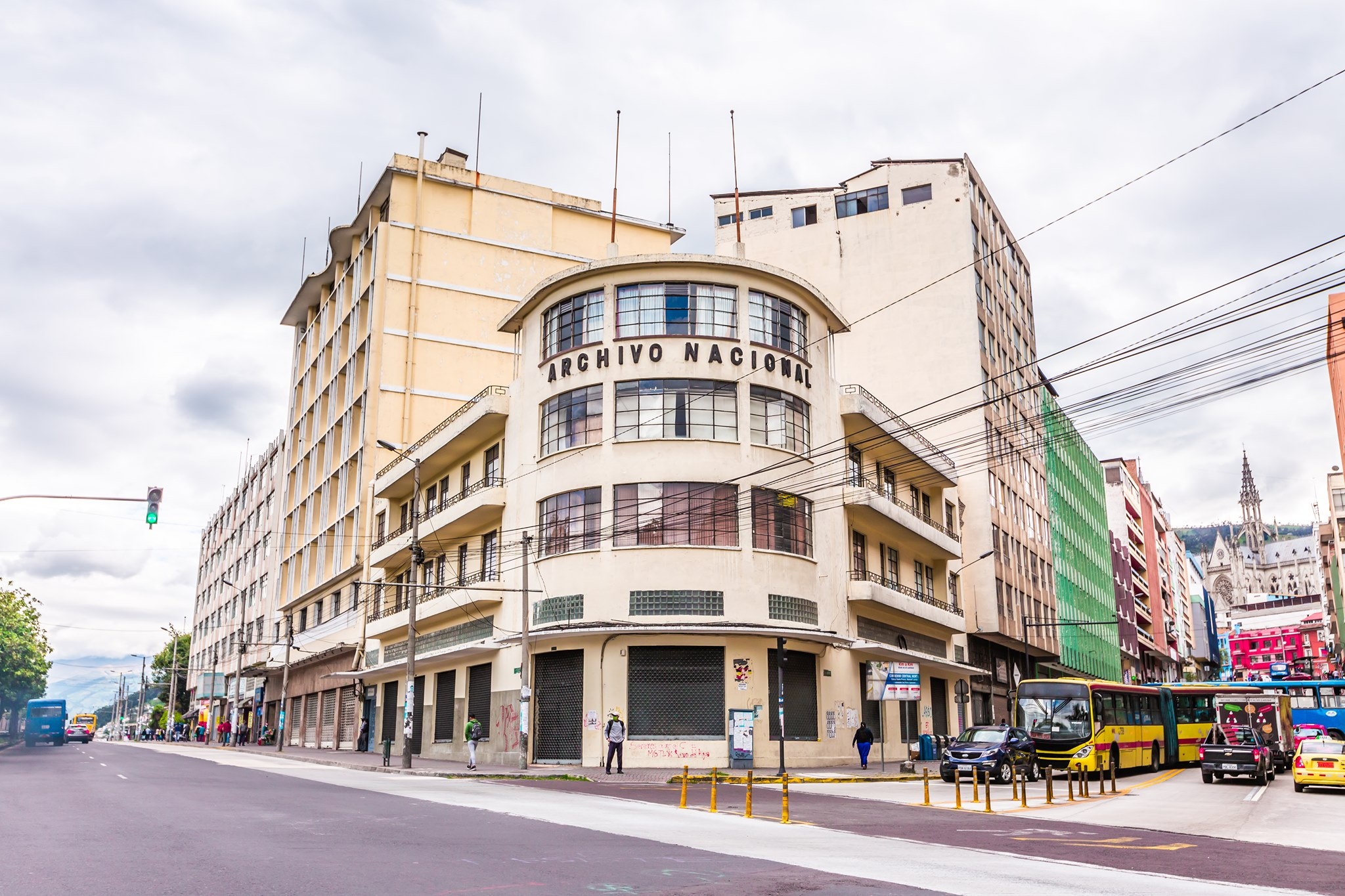
Edificio de la planta central del Archivo Histórico Nacional en Quito

Posteriormente, el presidente Alberto Enríquez Gallo, con Decreto Supremo n.º 7 del 18 de enero de 1938, le atribuye al Archivo Nacional su institucionalidad y funciones de custodio, con responsabilidades de conservación, ordenación y aprovechamiento de la documentación histórica producida hasta entonces por las instituciones públicas. En el  Decreto se estipula que el Archivo Histórico Nacional estará conformado por los documentos de las siguientes dependencias públicas: Ministerios de Estado, Tribunales de Justicia, Notarías Públicas y la antigua Presidencia de Quito.
Años después, para el año 1944 el presidente José María Velasco Ibarra integra el Archivo a la Casa de la Cultura Ecuatoriana, contextualizando la actividad del archivo dentro del ámbito cultural. La Casa de la Cultura sería construida contemplando un espacio específico para el Archivo, su funcionamiento estuvo a cargo de un responsable y contempló siempre la colaboración de ayudantes supervisados.
En el año de 1982 se promulga en el Ecuador la Ley del Sistema Nacional de Archivos, para el año 1983 se publica el Reglamento a la Ley del Sistema Nacional de Archivos que complementa y amplía las disposiciones emitidas por la Ley. Durante estos años, además de la organización de la documentación, otra de las funciones importantes del Archivo fue la publicación de sus boletines, luego la catalogación o descripción por unidad documental de las series; en el año 1994 se publicó la Guía de los Fondos Documentales del Archivo Nacional en dos volúmenes; se han emprendido proyectos de digitalización y buscado mecanismos de difusión y cooperación internacional.
En el año 2011 según Decreto Ejecutivo N.º 985, el Archivo Nacional pasó a formar parte del Ministerio de Cultura y Patrimonio; y, en el año 2016 se emitió la Ley Orgánica de Cultura (LOC) que cambia su denominación y alcance. El ahora Archivo Histórico Nacional (AHN); según este cuerpo normativo preside la Red de Archivos Históricos conformado por las entidades públicas que “conserven documentación histórica, patrimonial, o de interés para la memoria social”, y las instituciones privadas que deseen adherirse. En el año 2017 el Reglamento General a la LOC señala en su artículo 30 que: el Archivo Histórico Nacional se constituye como Entidad Operativa Desconcentrada del ente rector de la cultura, encargada de administrar la documentación relevante para los procesos de la memoria social transferida del Archivo Intermedio y de instituciones públicas o privadas.
Los documentos preservados abarcan un período comprendido entre 1538 y 1990, distribuidos 36 fondos documentales distribuidos en la Sede Quito y Zonales de Alausí y Tungurahua, que contienen alrededor de 217 178 registros.

## Oficinas
Planta central
- Quito, avenida 10 de Agosto N11-539 y Santa Prisca, 02 228 0431

Zonales
- Ambato, avenida Gonzales Suárez 01-131 y Av. Cevallos, 032824936 - 0983167492
- Alausí, avenida García Moreno y calle Quito, 032931572 - 0985318459

## Página web institucional y redes sociales
- Sitio oficial (enlace roto disponible en Internet Archive; véase el historial, la primera versión y la última).
- Archivo Histórico Nacional del Ecuador en Facebook